# Lepidozona christiaensi
Lepidozona christiaensi is een keverslakkensoort uit de familie van de Ischnochitonidae. De wetenschappelijke naam van de soort is voor het eerst geldig gepubliceerd in 1982 door Van Belle.